# Socourt
Socourt település Franciaországban, Vosges megyében. Lakosainak száma 282 fő (2022. január 1.). Socourt Chamagne, Gripport, Avrainville, Charmes, Florémont és Hergugney községekkel határos.

## Népesség
A település népessége az elmúlt években az alábbi módon változott:
| Lakosok száma | 274  | 272  | 270  | 272  | 277  | 283  | 283  | 282  |
|               | 2013 | 2015 | 2017 | 2018 | 2019 | 2020 | 2021 | 2022 |